# PC Engine Best Collection
PC Engine Best Collection（ピーシーエンジン ベストコレクション）とは、ハドソンからPlayStation Portable用ソフトとして発売された旧作ゲームの復刻シリーズである。
過去にPCエンジンで発売されたゲームソフトが収録されているほか、イラスト集や特典映像がUMD内に収録されている。

## 収録作品

### PC Engine Best Collection 銀河お嬢様伝説コレクション
2008年7月31日発売。イラスト集を収録。CERO：C（15才以上対象）。
- 銀河お嬢様伝説ユナ
- 銀河お嬢様伝説ユナ2
- 銀河婦警伝説サファイア

### PC Engine Best Collection 天外魔境コレクション
2008年7月31日発売。イラスト集を収録。CERO：B（12才以上対象）。
- 天外魔境 ZIRIA
- 天外魔境II MANJI MARU
  - 『天外魔境II 卍MARU』の、一部過激な表現を修正したもの。
- 天外魔境 風雲カブキ伝
- カブキ一刀涼談

### PC Engine Best Collection ソルジャーコレクション
2008年9月25日発売。高橋名人監修の解説ムービーを収録。CERO：A（全年齢対象）。
- スーパースターソルジャー
- ファイナルソルジャー
- ソルジャーブレイド
- スターパロジャー